# Marianne Horsdal
Marianne Horsdal (født 1946) er en dansk kulturforsker og forfatter.
Hun er tilknyttet Syddansk Universitet som professor emeritus.
Hun har arbejdet med livshistorier og blandt andet udgivet "Danmark mit fædreland" (1991), "Halvfemserfortællinger" (1998) og "Livets fortællinger".